# Officier spécialiste

Insigne du grade d'officier spécialiste de l'Armée suisse

Le grade militaire d'officier spécialiste est un grade d'officier de l'Armée suisse, attribué à certains sous-officiers, appointés-chefs, appointés, ou soldats qui ont des connaissances techniques ou formations particulières.

## Attribution et utilisation
Les officiers spécialistes font l'objet d'une « nomination » et non pas d'une « promotion » comme pour les autres officiers. Le Conseil fédéral fixe les fonctions qui peuvent leur être confiées et règle les conditions de nomination.
À la suite de la nomination l'officier spécialiste suit un ou plusieurs cours de formation au sein de son unité et/ou à l'école centrale (école d'officiers). Les officiers spécialistes sont astreints au service militaire jusqu’à la fin de l’année au cours de laquelle ils atteignent l’âge de 50 ans. Si la fonction d’officier n’est plus exercée, la nomination au rang d’officier spécialiste demeure en règle générale acquise. Le Conseil fédéral fixe les exceptions.
Parmi les fonctions pour lesquelles on peut obtenir le grade d'officier spécialiste, on trouve des officiers d'état-major, des officiers communication et renseignement, traducteurs, médecins, psychiatres et psychologues, des spécialistes en télécommunication, officier dans la police militaire, pilotes, opérateurs de bord, opérateurs drones ou éclaireurs parachutistes, vétérinaires (méd vét) ou conducteurs de chiens (cond chiens), ainsi que certains membres de la justice militaire.

## Positionnement
L'officier spécialiste peut être placé à différents endroits dans la hiérarchie des grades, du grade de premier-lieutenant jusqu'à celui de colonel, en fonction de son affectation, et aura donc les droits et devoirs correspondant à ce grade. Il sera par exemple « Officier spécialiste avec grade de major ». Toutefois, quel que soit le grade de fonction attribué, l'insigne de grade de l'officier spécialiste reste le même.